# روميل اندروز
روميل اندروز (بالإنجليزية: Romel Andrews)‏ هو لاعب كرة قدم أمريكية أمريكي، ولد في 4 يوليو 1963 في ريبلي في الولايات المتحدة.

## وصلات خارجية
- روميل اندروز على موقع JustSportsStats.com (الإنجليزية)